# Maurienne (rivière)
Pour les articles homonymes, voir Maurienne (homonymie).
La Maurienne est une rivière des deux départements de la Marne et de l'Aube, dans la région Grand Est. Elle est aussi un affluent de la Superbe, donc un sous-affluent de la Seine par l'Aube.

## Géographie
De 18 km de longueur, la Maurienne prend sa source à Semoine, à 135 m d'altitude.
Elle coule globalement de l'est vers l'ouest.
Elle conflue en rive gauche de la Superbe sur la commune de Ognes, à 92 m d'altitude.

### Communes et cantons traversés
Dans les deux départements de l'Aube et de la Marne, la Maurienne traverse les cinq communes suivantes, de l'amont vers l'aval, de Semoine (source), Gourgançon, Euvy, Corroy, Ognes (confluence).
Soit en termes de cantons, la Maurienne prend source dans le canton d'Arcis-sur-Aube, conflue dans le canton de Vertus-Plaine Champenoise, le tout dans les deux arrondissement de Troyes et arrondissement d'Épernay.

### Bassin versant
La Maurienne traverse une seule zone hydrographique 'La Maurienne de sa source au confluent de la Superbe (exclu)' (F156) de 84 km2 de superficie. Ce bassin versant est constitué à 94,83 % de « territoires agricoles », à 2,80 % de « forêts et milieux semi-naturels », à 94,83 % de « territoires artificialisés ».

## Affluent
La Maurienne n'a pas d'affluent référencé. Son rang de Strahler est donc de un.